# Youp van 't Hek
Joseph Jacobus Maria (Joep) van 't Hek artiestennaam Youp van 't Hek (Naarden, 28 februari 1954) is een Nederlands columnist voor de NRC en de VARAgids en een voormalig cabaretier.

## Biografie

### Jeugd
Van 't Hek is het op een na jongste kind uit een gezin met acht kinderen. Hij bezocht in zijn schooljaren het toenmalige internaat Hageveld, maar werd daarvan na zeven maanden verwijderd wegens onredelijk gedrag. Na een kort verblijf op het Goois Lyceum te Bussum behaalde Van 't Hek uiteindelijk met veel moeite zijn mavo-diploma op de Ministerpark Mavo (thans Sint-Vitusmavo) te Naarden. In zijn programma Schreeuwstorm (2007) vertelde hij dat zijn liefde voor cabaret op 17 december 1963 begon in Naarden, toen hij met zijn ouders naar een show van Toon Hermans in Carré ging.

### NAR
De schrijfwijze van zijn roepnaam was aanvankelijk "Joep", maar in 1973 maakte hij er "Youp" van, nadat een vriendin de letter P toevoegde aan de woorden "We help you" op een T-shirt. In dat najaar richtte hij Cabaret NAR op, samen met Debby Petter (toen nog vriendin, later zijn vrouw) en Daan van Straaten. In het begin speelde NAR vooral in buurthuizen, jeugd- en studentensociëteiten of zelf gehuurde zaaltjes. De samenstelling wisselde, maar Van 't Hek was een constante factor. Vanaf het vijfde programma (1977) kreeg NAR enige bekendheid.

### Solocarrière
De doorbraak kwam in 1983 met Man vermist, het achtste en laatste NAR-programma, maar eigenlijk een verkapte solovoorstelling. 
Bij een optreden in De Alles is Anders Show van Aad van den Heuvel in 1983 met het nummer "Lenen Lenen Betalen Betalen" brak hij landelijk door.
Daarna zorgden met name Van 't Heks conferences Hond op het IJs (1988) en zijn Oudejaarsconference 1989 voor een verdere doorbraak. In 1988 ontving hij de Johan Kaartprijs.
Met de oudejaarsconference van 1989 bewerkstelligde Van 't Hek het Buckler-effect.
In 1995 speelde Van 't Hek voor het eerst in Carré.
In december 2008 maakte Van 't Hek bekend dat hij na de "Omdat de nacht"-voorstellingen zou stoppen met grote shows en zich zou gaan richten op kleinere voorstellingen en oudejaarsconference.
Op 5 juli 2010 schreef en zong Van 't Hek samen met Guus Meeuwis het WK-lied Majesteit in NOS Studio Sportzomer in Zuid-Afrika. Het werd geschreven ter gelegenheid van de halve finale van het Wereldkampioenschap voetbal 2010 van Nederland tegen Uruguay. Nadat koningin Beatrix op 28 januari 2013 aankondigde af te zullen treden, feliciteerde hij haar drie dagen later op haar 75e verjaardag 'met het feit dat ze besloten heeft om uit de poppenkast te stappen.' Van 't Hek benadrukte dat Beatrix hem 'een aardig mens' leek, maar dat koningin zijn hem een 'tyfusbaan' leek en hij zelf republikein was.
In februari 2014 werd hem de Edison Oeuvreprijs Kleinkunst toegekend, die incidenteel wordt uitgereikt bij bijzondere gelegenheden. Van 't Hek werd onderscheiden vanwege zijn omvangrijke oeuvre en zijn verdiensten voor de Nederlandse muziek ter gelegenheid van zijn zestigste verjaardag, zijn dertigste album en de tweehonderdste keer dat hij in Carré stond.
In oktober 2015 stelde Van 't Hek op doktersadvies enkele try-outs uit. In december 2015 moest hij twee keer kort na elkaar een voorstelling (in Papendrecht en Middelburg) afbreken, omdat hij onwel werd.
Eind december 2015 onderging hij een zware hartoperatie en werden alle voorstellingen van januari en februari 2016 geannuleerd, hoewel ook daarna gezondheidsklachten hem parten bleven spelen. Op 13 februari 2016 hervatte hij zijn wekelijkse column in het NRC Handelsblad. In 2016 is de VSCD Oeuvreprijs aan hem toegekend.
In oktober 2019 kondigde Van 't Hek aan dat zijn oudejaarsconference voor 2020 zijn laatste zou worden. Hierna volgt ook zijn laatste grote show. Dat bevestigt Youp in een interview bij De Balie in Amsterdam.
In maart 2020 werd hij in het ziekenhuis opgenomen vanwege een besmetting met het coronavirus.
Zijn laatste voorstelling (De laatste ronde) speelde Youp van 't Hek op 25 mei 2024 in Theater Carré in Amsterdam.

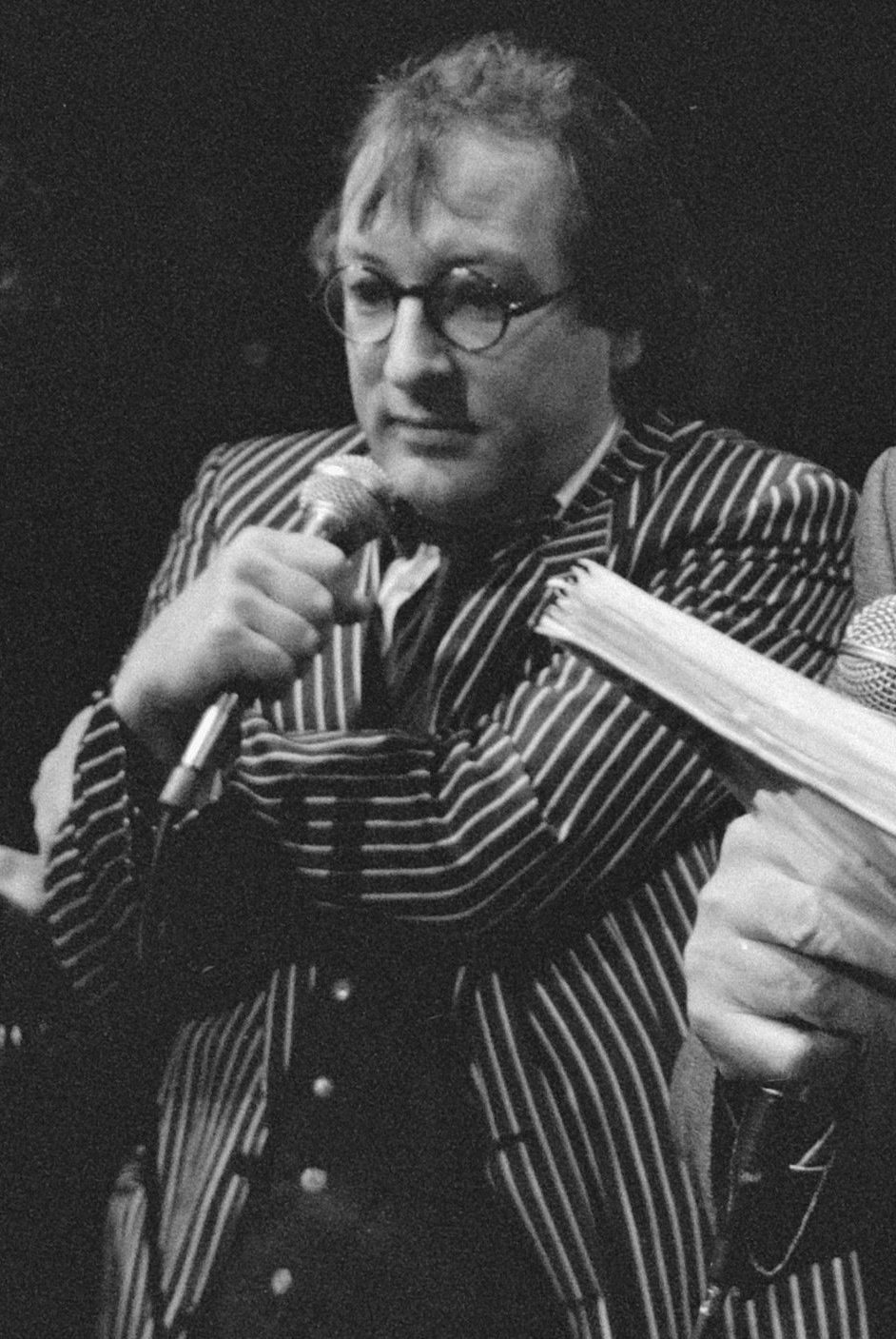
Actie Youp van 't Hek in de Kleine Komedie in verband met sluiting, 1988
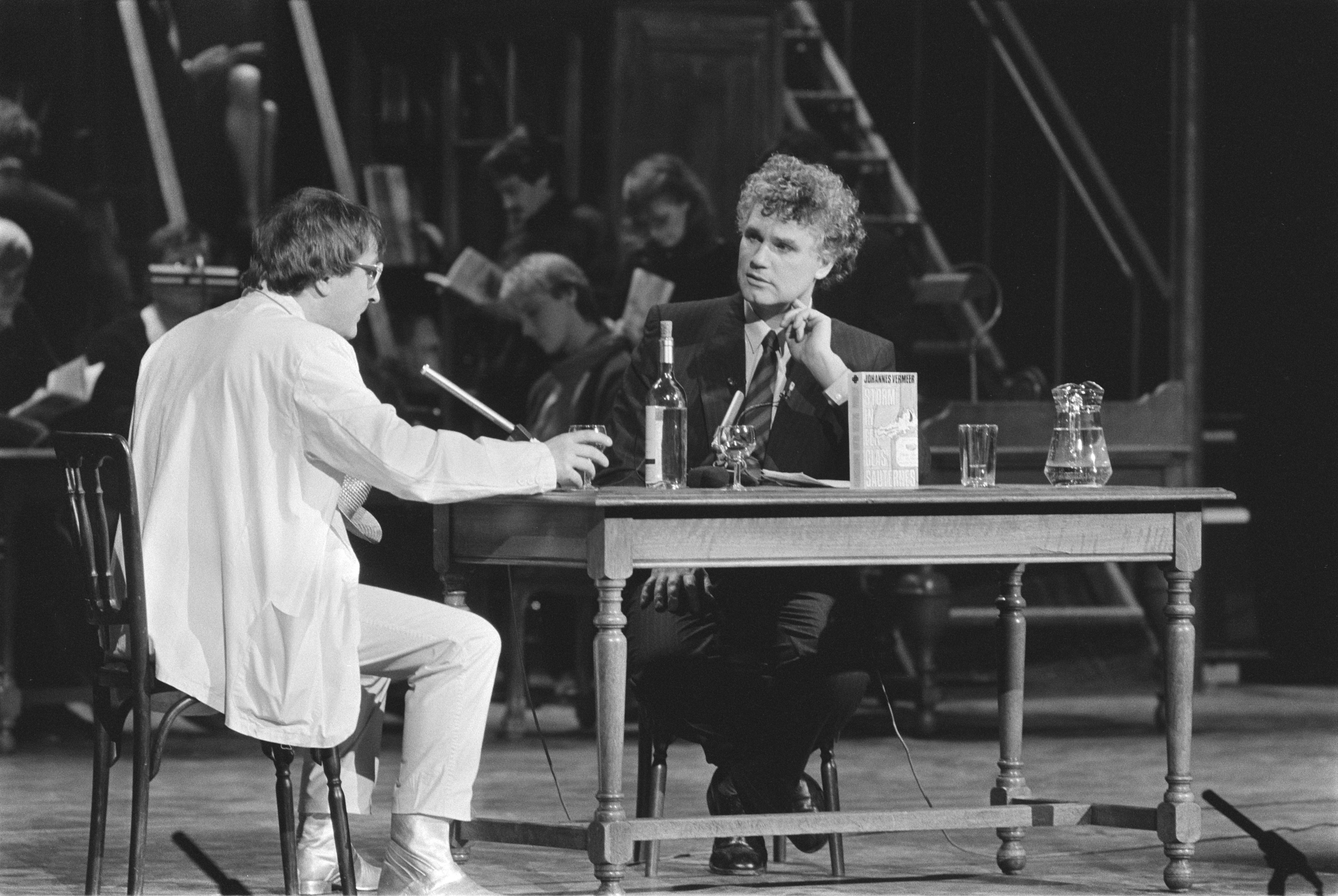
Adriaan van Dis interviewt Youp van 't Hek (Boekenbal in Carré, 20 maart 1984)
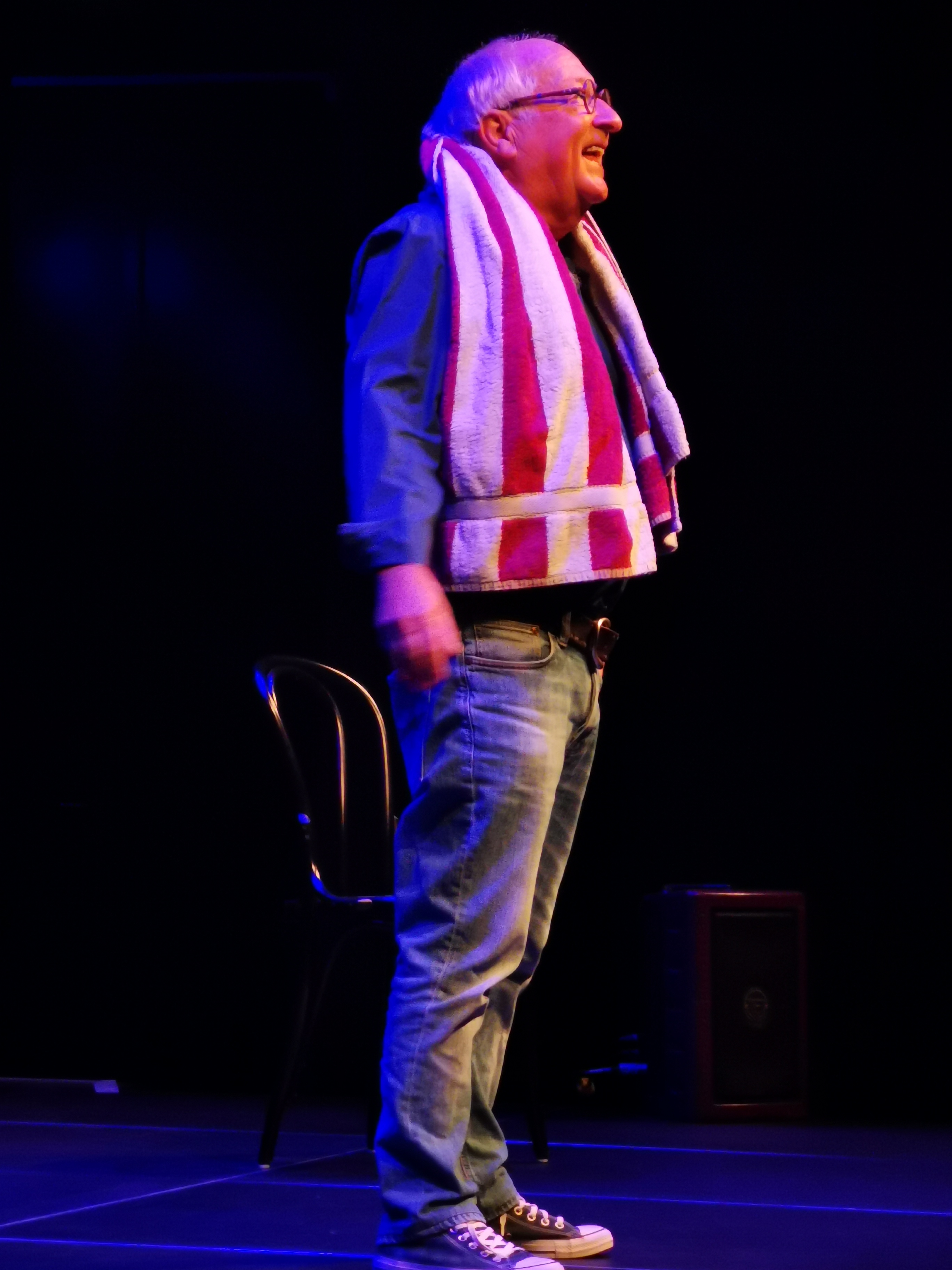
Youp van 't Hek tijdens een try-out van 'Korrel Zout' zijn tiende en laatste oudejaarsconference.

## Publicaties
Naast cabaretier is Van 't Hek columnist voor de NRC en de VARAgids, waarbij bij de VARAgids de columns worden voorzien van foto's van Bob Bronshoff onder de naam Bob&Youp. De meeste van zijn columns zijn in boekvorm uitgegeven.
Van 't Hek uitte via Twitter en een column in NRC Handelsblad op 23 oktober 2010 zijn ongenoegen over de klantenservice van T-Mobile Nederland. Vervolgens vertelde hij op 25 oktober 2010 in het tv-programma Pauw & Witteman dat na maandenlang aan het lijntje te zijn gehouden, de problemen razendsnel werden opgelost toen hij een simpele tweet op Twitter plaatste. Dit maakte hem pas echt boos. Van 't Hek maakte toen bekend een website of e-mailadres te starten waar mensen hun slechte ervaringen met helpdesks van grote bedrijven kwijt konden. Op 1 december 2010 bracht hij samen met NRC Handelsblad het eenmalige tijdschrift De Help uit, waarin een groot aantal e-mailreacties werd opgenomen. T-Mobile liep door de acties van Van 't Hek direct meetbare reputatieschade op, waarbij ook werd verwezen naar de geschiedenis van het merk Buckler.
Van 't Hek schreef verschillende kinderboeken. Hij schreef in maart 2007 een toneelstuk, Hexen. Het stuk ging in september 2008 in première. Zijn vrouw Debby Petter en de actrice Wivineke van Groningen speelden de hoofdrollen en Berend Boudewijn deed de regie. Een jaar later volgde Mijn man, eveneens met Petter en Van Groningen. Ditmaal was de regie in handen van Mike van Diem.
In november 2007 lanceerde Van 't Hek een eenmalige glossy, getiteld Youp, als parodie op alle BN-glossies. De eerste oplage was binnen een dag uitverkocht, waarop het blad herdrukt werd.
In september 2024 verscheen de biografie over Van ‘t Hek, Je leven spelen, bij uitgeverij Thomas Rap die geschreven is door Frank Verhallen.

## Programma's

### Met Cabaret NAR
- Your Youp for you (1973)
- Meer geluk dan wijsheid (1973)
- Gele ellebogen (1974)
- Blaffende honden (1975)
- Alles in Wonderland (1976)
- Romantiek met mayonaise (1977)
- Geen vakantie voor Youp en Jan (1978)
- Zat ik maar thuis met een goed boek (1979)
- Zonder twijfel (1981)
- Gebroken glas (1983)

### Solo
- Man vermist (1982) – Van 't Hek is een kredietbewaker, die onder andere grote verhalen heeft over zijn studententijd. Als jongen uit de provincie kwam hij terecht in Amsterdam, maar raakte al snel de weg kwijt. Uit angst voor zijn hospita en voor een voorspelling over zijn dood heeft hij al maandenlang zijn kamer niet verlaten. Hans van Gelder van Cabaret Nar speelt de rol van Napels, de buurman.
- Verlopen en verlaten (1984) – Van 't Hek speelt een zwerver, die op weg is naar een van zijn broers. Hij overnacht in een theater en treft daar publiek. Hij vervangt vervolgens cabaretier Van 't Hek, waar dit publiek voor is gekomen. Met de elpeeregistratie won Van 't Hek in 1987 een Edison in de categorie cabaret/theater.
- Tunnel zonder vluchtstrook (1986) – Van 't Hek speelt een cabaretier en vertelt hoe hij zijn voorstelling voorleest aan zijn moeder in een tehuis. Ondertussen wordt Van 't Hek lastiggevallen door een man (gespeeld door acteur Onno Molenkamp), die zijn laatste dag in het theater heeft gewerkt. Deze man blijkt niet zomaar een man te zijn.
- Hond op het ijs (1987) – Van 't Hek speelt voor de pauze een man met een mislukt huwelijk en een paar broers in een tehuis, die niet helemaal goed zijn. Na de pauze blijkt Van 't Hek zelf de broer die niet helemaal goed is te zijn en bekijkt op die manier de wereld van een heel andere kant.
- Oudejaarsconference 1989 – Van 't Hek vertelt over een reiziger – niet letterlijk, maar als een man die weg wil bij zijn gezin – maar onderbreekt het verhaal consequent. De moraal van het verhaal is vooral: durf te leven, want morgen ben je dood. Het lied Niemand weet hoe laat het is brengt hij sindsdien elke volgende voorstelling.
- Alles of nooit (1991) – Van 't Hek loopt op een Centraal Station en is op weg. Op weg naar de dood. Maar voordat je sterft, moet je toch eerst geleefd hebben. Van 't Hek vertelt over hoe hij denkt dat een mens zou moeten leven voor deze uiteindelijk doodgaat.
- Ergens in de verte (1992) – Van 't Hek vertelt over zijn jeugd, waarin hij als klein kind altijd met zijn twee beste vrienden Charley en David naar de bunker van de streng gereformeerde Boer Buitendijk ging. Hij vertelt wat er is geworden van hem en zijn twee goede vrienden.
- Spelen met je leven (1994) – Van 't Hek is het thuis meer dan zat en heeft zich teruggetrokken op zolder, waar hij zijn eigen kroegje heeft gebouwd. Hij heeft een contactadvertentie geplaatst en krijgt telefonisch reactie van de twintigjarige Suzie. Diezelfde avond wil Van 't Hek met deze dame afspreken in zijn eigen café.
- Het is liegen of sterven, oudejaarsconference 1995
- Scherven (1997) – Van 't Hek gaat voor de laatste keer terug naar de oude fabriek, die hij samen met zijn broer heeft overgenomen van zijn vader. De vele ruzies tussen de twee broers hebben er echter voor gezorgd dat de fabriek gesloopt gaat worden. De muzikant wordt gespeeld door Rens van der Zalm.
- De waker, de slaper & de dromer (1998) – Van 't Hek moet afscheid nemen van het oude studentenhuis, waar hij al die tijd nog in heeft gewoond, maar dat verkocht gaat worden. Van 't Hek vertelt over hoe het er vroeger aan toe ging in het studentenhuis en vooral over zijn oude vrienden en wat er van hen terecht is gekomen.
- Mond vol tanden, oudejaarsconference 1999 – Van 't Hek legt aan zijn zoontje uit wat hij gaat vertellen op de Oudejaarsconference. Ook gaat hij met zijn zoontje langs bij Mevrouw van Dijk, in het bejaardentehuis waar zijn moeder vroeger woonde. Deze conference werd niet live uitgezonden nadat Van 't Hek had ontdekt dat veel kaarten voor een enorm bedrag illegaal werden doorverkocht.
- De wereld draait door (2001) – Van 't Hek vertelt over zijn ervaringen met een lifter, die hij op weg naar het theater heeft meegenomen. De lifter is van huis weggelopen omdat hij het niet meer zag zitten. Van 't Hek vertelt tevens over de begrafenis van zijn goede vriend Willem.
- Youp speelt Youp, oudejaarsconference 2002
- Prachtige paprika's (2003) – De gereformeerde oom van Van 't Hek was paprikakweker. Na zijn overlijden hebben zijn twee zoons het bedrijf geërfd maar zij zijn de paprika's genetisch gaan manipuleren. De broers zwemmen in het geld, terwijl hun moeder de boel om zich heen ziet verkillen.
- Het zelfmoordcommando, oudejaarsconference 2005 – Als rode draad vertelt Van 't Hek hoe hij op 26-jarige leeftijd een ontmoeting had met een man in een bontgekleurd jasje, die hem inspireerde om door te zetten en cabaretier te worden. Jaren later heeft hij gehoord dat de man vlak na hun ontmoeting zelfmoord gepleegd heeft.
- Louterliedjes, Youp & Matangi (2006)
- Schreeuwstorm (2007) – Al toen hij een klein mannetje was wilde Van 't Hek niets liever dan in het theater staan. Inmiddels speelt hij al jaren allerlei voorstellingen, maar wil niet dat de voorstelling stopt. Daarom heeft hij zijn spullen meegenomen en verblijft hij, ook na de voorstelling, in het theater.
- Troost, oudejaarsconference 2008 – Van 't Hek vertelt als rode draad over een oude vrouw die liever naar een schilderijtje dan naar haar televisie keek. Nadat de vrouw is overleden erft Van 't Hek het schilderijtje.
- Omdat de nacht... (2009) – Na afloop van een voorstelling komt er een man naar Van 't Hek toe die, na lang aandringen, zijn verhaal aan hem kwijt mag. De man zit vooral in over een voor hem georganiseerd verrassingsfeest, waarna hij vlucht. In het bos ontmoet de man een perfecte vrouw in een eenzaam huisje.
- De tweede viool, oudejaarsconference 2011 – Van 't Hek spreekt in een hotelkamer met een kamermeisje. Buiten klinkt mooie vioolmuziek, waar geen geld meer voor is.
- Wigwam (2012) – Thema's zijn het ouder worden en Youps jeugd. Hierbij komt de wigwam aan bod waar Youp als kind op zolder in ging zitten, en een verhaal dat Youp 's nachts bij zijn huis een vreemde man aantreft, waarna blijkt dat deze in beschonken toestand zijn eigen housewarming-party heeft verlaten en bij zijn oude huis is aangekomen.
- Mooie Verhalen (2014) – samen met Thomas Verbogt.
- Wat is de vraag?, oudejaarsconference 2014
- Licht (2015) – Van 't Hek vertelt over zijn oude vriend Peter, een psychiater die vijfendertig jaar lang elke week met hem afsprak – niet om hem therapie te geven, maar juist zodat hij zelf stoom kon afblazen.
- Een vloek en een zucht, oudejaarsconference 2017 – Van 't Hek vertelt over stamkroeg De Zanzibar waar hij al 40 jaar komt. Het is het slechtst lopende café van Amsterdam waar alleen "losers" komen en je kunt zeggen wat je wilt. Een van de stamgasten is dodelijk ziek en de barman heeft besloten de kroeg te sluiten zodra de man dood is.
- Met de kennis van nu (2018) – Van 't Hek blikt met lichte heimwee terug op zijn eerste stappen op het podium. Die toekomst die hij toen voor zich had, heeft hij nu achter de rug.
- Korrel zout, oudejaarsconference 2020.
- De laatste ronde!, afscheidstournee 2021-2024 – 'Op tijd weg van het feestje' was een van de wijsheden van zijn vader en daarom trekt hij tot zijn 70e verjaardag langs alle Nederlandse en Vlaamse theaters waar hij de afgelopen vijftig jaar met zoveel plezier heeft gespeeld. Op zaterdagavond 25 mei speelde hij zijn allerlaatste voorstelling.

## Andere werkzaamheden
In 1998 was Van 't Hek ambassadeur van de Stichting Varkens in Nood en trok hij veel aandacht met zijn campagne voor een diervriendelijker kerstfeest en in 2012 was hij Cultural Professor van de TU Delft.

## Discografie

### Albums
| Album met eventuele hitnotering(en) in de Nederlandse Album Top 100 | Datum van verschijnen | Datum van binnenkomst | Hoogste positie | Aantal weken | Opmerkingen                           |
| ------------------------------------------------------------------- | --------------------- | --------------------- | --------------- | ------------ | ------------------------------------- |
| De Eerste Officiële Nederlandse Echtscheidingselpee                 | 1983                  |                       |                 |              |                                       |
| Man Vermist                                                         | 1984                  |                       |                 |              |                                       |
| Oudejaarsconference 1989                                            | 31-12-1989            | 20-01-1990            | 20              | 9            |                                       |
| Alles of nooit                                                      | 1991                  | 27-06-1992            | 22              | 24           |                                       |
| Ergens in de verte                                                  | 1994                  | 25-06-1994            | 9               | 27           |                                       |
| Spelen met je leven                                                 | 1995                  | 15-07-1995            | 13              | 29           |                                       |
| Oudejaarsconference 1995                                            | 31-12-1995            | 13-01-1996            | 1(1wk)          | 12           |                                       |
| Niet zo somber                                                      | 1996                  | 26-10-1996            | 93              | 3            |                                       |
| Scherven                                                            | 1996                  | 10-01-1998            | 12              | 13           |                                       |
| Terugblik                                                           | 1999                  | 13-11-1999            | 53              | 10           |                                       |
| Mond vol tanden – oudejaarsconference 1999                          | 31-12-1999            | 15-01-2000            | 6               | 9            |                                       |
| De wereld draait door                                               | 2000                  | 05-01-2002            | 26              | 10           |                                       |
| Youp speelt Youp – oudejaarsconference 2002                         | 31-12-2002            | 11-01-2003            | 5               | 10           |                                       |
| Prachtige paprika's                                                 | 15-03-2003            | 19-03-2005            | 14              | 16           |                                       |
| Zelfmoordcommando – oudejaarsconference 2005                        | 31-12-2005            | 07-01-2006            | 19              | 7            |                                       |
| Schreeuwstorm                                                       | 2007                  | 29-12-2007            | 40              | 7            |                                       |
| Troost – oudejaarsconference 2008                                   | 2009                  | 10-01-2009            | 35              | 5            |                                       |
| Omdat de nacht                                                      | 04-02-2011            | 12-02-2010            | 27              | 6            | als Youp & Lotte / met Lotte Horlings |
| De 2e viool – oudejaarsconference 2011                              | 2012                  | 07-01-2012            | 20              | 4            | als Youp & Emmy / met Emmy Verhey     |
| Wigwam                                                              | 2014                  | 08-02-2014            | 8               | 6            |                                       |
| Wat is de vraag? – oudejaarsconference 2014                         | 2014                  | 03-01-2015            | 4               | 5            |                                       |
| Licht                                                               | 2017                  | 03-06-2017            | 34              | 2            |                                       |
| Een vloek & een zucht oudejaarsconference 2017                      | 2017                  | 06-01-2018            | 55              | 2            |                                       |

### Singles
| Single met eventuele hitnotering(en) in de Nederlandse Top 40 | Datum van verschijnen | Datum van binnenkomst | Hoogste positie | Aantal weken | Opmerkingen                                   |
| ------------------------------------------------------------- | --------------------- | --------------------- | --------------- | ------------ | --------------------------------------------- |
| Flappie                                                       | 1981                  | -                     |                 |              |                                               |
| Eerlijk delen                                                 | 1984                  | -                     |                 |              |                                               |
| Ik kan er niets aan doen                                      | 1996                  | -                     |                 |              |                                               |
| Majesteit                                                     | 2010                  | -                     |                 |              | met Guus Meeuwis / Nr. 2 in de Single Top 100 |
| Flappie                                                       | 01-2011               | -                     |                 |              | Nr. 59 in de Single Top 100                   |
| Flappie                                                       | 12-2011               | -                     |                 |              | Nr. 64 in de Single Top 100                   |
| Wappie                                                        | 19-12-2020            | -                     |                 |              | speciale versie Even Tot Hier, covid-19       |

### NPO Radio 2 Top 2000
| Nummer met noteringen in de NPO Radio 2 Top 2000 | '03  | '04 | '05 | '06 | '07 | '08 | '09 | '10 | '11 | '12 | '13 | '14 | '15 | '16 | '17 | '18  | '19  | '20  | '21  | '22  | '23  | '24  |
| ------------------------------------------------ | ---- | --- | --- | --- | --- | --- | --- | --- | --- | --- | --- | --- | --- | --- | --- | ---- | ---- | ---- | ---- | ---- | ---- | ---- |
| Flappie                                          | 1856 | 245 | 316 | 379 | 456 | 441 | 427 | 361 | 571 | 751 | 650 | 634 | 509 | 744 | 819 | 1319 | 1175 | 1065 | 1636 | 1516 | 1677 | 1700 |

1. ↑  Een vetgedrukt getal geeft de hoogste notering aan.
2. ↑  2003 was het eerste jaar met een notering voor dit nummer.

### Dvd's
| Dvd met hitnoteringen in de Nederlandse DVD Music Top 30 | Datum van verschijnen | Datum van binnenkomst | Hoogste positie | Aantal weken | Opmerkingen |
| -------------------------------------------------------- | --------------------- | --------------------- | --------------- | ------------ | ----------- |
| De waker de slaper de dromer                             | 1999                  | 22-05-1999            | 2               | 3            |             |
| Mond vol tanden (oudejaarsconference 1999)               | 2000                  | 22-01-2000            | 2               | 4            |             |
| 20 jaar – 15 voorstellingen – 10 dvd's                   | 2004                  | 17-01-2004            | 16              | 2            |             |

### Bestseller 60
| Boeken met noteringen in de Nederlandse Bestseller 60 | Jaar van verschijnen | Datum van binnenkomst | Hoogste positie | Aantal weken | Opmerkingen                       |
| ----------------------------------------------------- | -------------------- | --------------------- | --------------- | ------------ | --------------------------------- |
| Het platte land                                       | 2003                 | 29-01-2003            | 3               | 24           |                                   |
| Liegangst                                             | 2003                 | 22-10-2003            | 1(4wk)          | 36           |                                   |
| Komen & gaan                                          | 2004                 | 10-03-2004            | 4               | 17           |                                   |
| Hartjeuk & zieleczeem                                 | 2004                 | 20-10-2004            | 3               | 24           |                                   |
| 166x Youp                                             | 2005                 | 22-06-2005            | 6               | 16           |                                   |
| Het leven is wél leuk                                 | 2005                 | 02-11-2005            | 1(1wk)          | 28           |                                   |
| Oelikoeli en andere goden                             | 2006                 | 25-10-2006            | 4               | 18           |                                   |
| Is Youp leuk?                                         | 2007                 | 14-02-2007            | 8               | 21           |                                   |
| Iedereen is eigenaar van iets                         | 2007                 | 24-10-2007            | 1(4wk)          | 19           |                                   |
| Droomzomers                                           | 2008                 | 28-05-2008            | 10              | 9            |                                   |
| Bacteriën moeten ook leven                            | 2008                 | 15-10-2008            | 2               | 21           |                                   |
| Omdat jij mijn beste vriend bent                      | 2009                 | 07-10-2009            | 5               | 24           |                                   |
| Ware woorden                                          | 2010                 | 27-10-2010            | 2               | 18           |                                   |
| Goede woede                                           | 2011                 | 30-02-2011            | 10              | 16           |                                   |
| De gelukkige olifant                                  | 2011                 | 01-06-2011            | 26              | 1            |                                   |
| Wie verstaat er kips?                                 | 2011                 | 12-10-2011            | 3               | 19           |                                   |
| Klein gelijk                                          | 2012                 | 10-10-2012            | 6               | 18           |                                   |
| Nederland volgens Youp                                | 2013                 | 13-02-2013            | 8               | 16           |                                   |
| De snelste zebra van de wereld                        | 2013                 | 09-10-2013            | 45              | 1            |                                   |
| Wat moet ik?                                          | 2013                 | 16-10-2013            | 4               | 19           |                                   |
| Sorry!                                                | 2014                 | 22-10-2014            | 5               | 17           |                                   |
| Bang!                                                 | 2015                 | 21-10-2015            | 7               | 15           |                                   |
| Youp voor gevorderden                                 | 2016                 | 24-02-2016            | 35              | 5            |                                   |
| Hart                                                  | 2016                 | 19-10-2016            | 16              | 14           |                                   |
| IJdel onkruid                                         | 2017                 | 18-10-2017            | 6               | 15           |                                   |
| Stormschade                                           | 2018                 | 17-10-2018            | 12              | 14           |                                   |
| Youp als beroep                                       | 2019                 | 06-03-2019            | 42              | 1            |                                   |
| Lonely at the top                                     | 2019                 | 09-10-2019            | 13              | 14           |                                   |
| In corontaine                                         | 2020                 | 14-10-2020            | 8               | 13           |                                   |
| Driftkakker                                           | 2021                 | 13-10-2021            | 10              | 12           |                                   |
| Een zee van tijd                                      | 2022                 | 02-03-2022            | 8               | 17           | in samenwerking met Marije Tolman |
| De leugen dicteert                                    | 2022                 | 12-10-2022            | 10              | 14           |                                   |
| Flappie                                               | 2022                 | 09-11-2022            | 36              | 2            | in samenwerking met Marije Tolman |
| Niet te kloven                                        | 2023                 | 11-10-2023            | 15              | 16           |                                   |
| Tatoeagespijt en ander kuddeleed                      | 2024                 | 16-10-2024            | 18              | 14           |                                   |
| Eeuwige trouw                                         | 2025                 | 25-06-2025            | 23              | 2            | in samenwerking met Marije Tolman |

## Onderscheidingen
in 2011 kende de jury van de Issue Award hem de prijs toe voor zijn campagne tegen klantonvriendelijke helpdesks. Van 't Hek ontving op 14 september 2016 de VSCD Oeuvreprijs voor zijn uitzonderlijke verdiensten voor het Nederlands theater. Deze prijs wordt toegekend door de schouwburgdirecteuren in Nederland.

## Gastoptredens
- In 1991 was Van 't Hek presenterend artiest van Kinderen voor Kinderen, deel 12. Hij speelde een marskramer in de clips Ramons verjaardag en Alles is te koop; op dat laatste nummer zong hij ook mee.
- Hij heeft een cameo in de stripreeks De Kiekeboes door Merho. In het album De Aqua-rel duikt hij op als "Youp Piyé".
- Van 't Hek was een slaapgast tijdens Serious Request 2009, alwaar hij zijn nummer Flappie zong.[18]
- Tijdens Serious Request 2009 hield hij ook voor het eerst een koptelefoonconference.[19]
- Op 5 juli 2010 bracht hij met Guus Meeuwis hun eigen WK-voetballied ten gehore, getiteld Majesteit, tijdens Studio Sportzomer met Jack van Gelder.
- In 2010 speelde Van 't Hek de rol van scheidsrechter in de Nederlandse film Sterke verhalen.
- Als stemacteur sprak hij de Nederlandse stemmen in van Obelix in Asterix & Obelix bij de Britten[20] en  Waldorf in The Muppets.
- In de uitzendingen van Bureau Sport las Van 't Hek zijn eigen column voor.
- Op 19 december 2020 bracht hij in het satirische televisieprogramma Even tot hier een coronaversie van zijn liedje Flappie, onder de titel Wappie.
- In de week van zijn laatste voorstelling was Van 't Hek op 20 mei 2024[21] een uur lang te gast in een praatprogramma van Jeroen Pauw. Tijdens zijn vertolking van Niemand weet hoe laat het is verschenen afwisselend op de achtergrond alle bekende Nederlandse cabaretiers in beeld met de rood-witte handdoek om die Youp tijdens het zingen van dit lied ook altijd om heeft.

## Familie
- Youp van 't Hek is getrouwd met Debby Petter en vader van twee kinderen: onder wie dochter Anna van 't Hek, een documentairemaakster.
- Tom van 't Hek, zijn jongere broer, was hockeyinternational en bondscoach van de Nederlandse vrouwenhockeyploeg; hij is sportpresentator op de Nederlandse radio.